# Licinia Sextia de agrorum
Licinia Sextia de agrorum modo va ser una antiga llei romana de les anomenades Agrariae establerta l'any 376 aC a proposta dels tribuns de la plebs Gai Licini i Luci Sexti Sextí Laterà, quan eren Tribuns militars amb poder consular Luci Emili Mamercí, Servi Sulpici Pretextat, Publi Valeri Potit, Luci Quint Cincinnat, Gai Veturi Cras Cicurí i Gai Quint Cincinnat. Prohibia posseir més de 500 jugeres de terra i més de 100 caps de ramat (bous) o 500 d'animals menors.
Abans de deu any un dels autors de la llei, Gai Licini, va ser condemnat perquè tenia en propietat mil jugeres junt amb el seu fill, però el va emancipar i no obstant va retenir la terra. Licini va haver de pagar una multa de deu mil asos per la denúncia del tribú de la plebs Popil·li Laenes.